# Пассатный климат
Пасса́тный кли́мат — один из типов тропического климата, типично выраженный над океанами в тех широтах, до которых внутритропическая зона конвергенции в своём годовом перемещении, как правило, не доходит, а также частично в Центральной Америке и восточном побережье Австралии.

## Характеристика
По обращённой к экватору периферии субтропических антициклонов здесь круглый год господствует устойчивый режим пассатов с характерными условиями погоды и климата. Сюда же можно отнести и внутренние части субтропических антициклонов, близкие к пассатным по условиям температуры и осадков.
Для пассатного климата характерны умеренно высокие температуры, возрастающие по направлению к экватору. В восточных частях океанов, где пассат течёт из наиболее высоких широт с большими составляющими скорости, направленными к экватору, температуры наиболее низкие.

## Температура
Средние температуры летних месяцев меняются с широтой в пассатной зоне от +20 до +27˚. Зимой в высокоширотных частях зоны пассатов температуры снижается до +10 — +15˚; следственно, меридиональный градиент в пассатах зимой выше, чем летом.
При направлении пассатов в нижних слоях с составляющей к экватору, то есть против температурного градиента поверхности моря, в воздухе пассатов создаётся сильно выраженная неустойчивость стратификации и развивается интенсивная конвекция. Однако наличие антициклонической инверсии на небольшой высоте не даёт конвекции развиваться в высоту. Кучевые и слоисто-кучевые облака возникают в большом количестве: средняя облачность порядка 50 % и больше; меньше только над холодными водами у западных берегов континентов. Ещё больше облачность на пассатных фронтах — в ложбинах, разделяющих субтропические антициклоны одного и того же полушария. Здесь небо часто бывает закрытым полностью.

## Осадки
Осадки распределены равномерно на протяжении всего года, не бывает четко выраженного сухого сезона и сезона дождей. Осадков выпадает умеренное количество, среднегодовая сумма осадков около 600—900 мм за исключением тех мест, где орографические условия способствуют очень сильным дождям. Так, на гористом острове Кауаи Гавайском архипелаге в среднем годовом выпадает около 12 000 мм в год, то есть больше, чем в Черапунджи. К этому приводит непрерывный подъём пассата по северо-восточным горным склонам. На подветренном склоне той же горы на острове Кауаи среднее годовое количество осадков всего 560 мм.